# Ochopee
Ochopee est une zone non incorporée du comté de Collier, en Floride, aux États-Unis. Elle est située à l'estt de l'intersection de l'U.S. Route 41 et de la State Road 29, proche de Carnestown (en). La localité est connue pour posséder le plus petit bureau de poste des États-Unis.

## Histoire
Avec l'ouverture officielle du Tamiami Trail en 1928, de nombreuses localités se sont créées le long de la route dont Ochopee. Des stations-services sont créées chaque 11 miles sur la route dont la station Monroe située sur la localité. Achetée par le National Park Service dans les années 1990, elle est ajoutée au registre national des lieux historiques le 11 mai 2020. La localité a reçu son nom lorsqu'un visiteur du magasin général a demandé au propriétaire comment s'appelait l'endroit. Un homme autochtone faisait du commerce dans le magasin ce jour-là, alors le propriétaire lui a demandé le mot séminole pour ferme. Le fermier a répondu "O-Chopp-ee".
Le lieu a tout d'abord accueilli une communauté uni-familiale de cultivateurs de tomates au début des années 1920. James Gaunt a acheté 97 hectares de terrain le long de l'U.S. Route 41 pour 100 dollars l'acre et a commencé son activité avec seulement des tentes de l'armée. Ochopee s'est développée autour de la ferme de tomates de Gaunt qui, dans les années 1940 employait près de 1 000 personnes. En 1930, un homme d'affaires de Miami, James Franklin Jaudon, s'installe à Ochopee et créé une plantation de canne à sucre, une distillerie de rhum, une ferme spécialisée dans les tomates et une exploitation forestière. Il devient également le premier maitre de poste de la localité. La Grande Dépression met fin à ses activités.

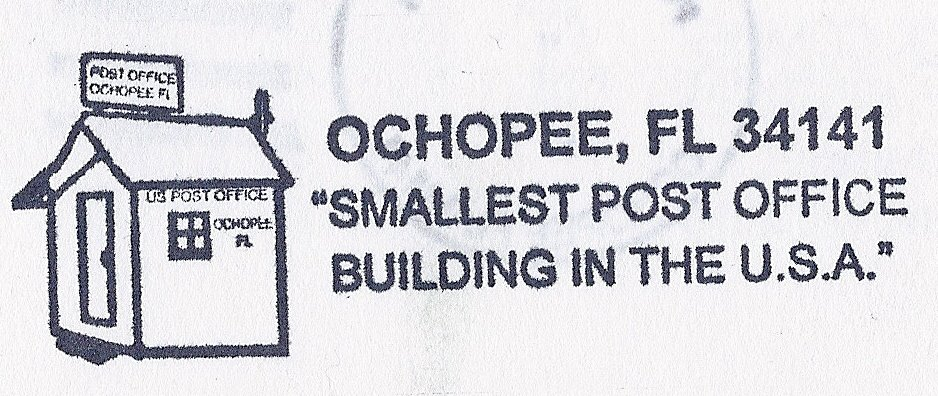
cachet postal d'Ochopee

Le bureau de poste d'Ochopee est le plus petit bâtiment postal des États-Unis. Il s'agit d'un minuscule hangar sur l'U.S. Route 41, situé près d'Ochopee. Il est situé à environ 3 miles (5 km) à l'est de l'intersection de l'US 41 et de la State Road 29. Son code ZIP est 34141.
Le bâtiment était utiliser autrefois pour entreposer des tuyaux d'irrigation d'une ferme de tomates adjacente. Il est transformé en bureau de poste en 1953, après l'incendie du bureau de poste précédent d'Ochopee, situé dans le magasin de la Gaunt Company. Le bureau de poste est entièrement fonctionnel et dessert une zone de trois comtés, y compris les populations environnantes d'Amérindiens Miccosukee et Séminole. Les bus touristiques s'arrêtent souvent sur le site et l'employé de la poste est invité à oblitérer les lettres avec le cachet postal d'Ochopee.
La ferme et le village d'origine ont été progressivement incorporés dans la réserve nationale de Big Cypress, par le gouvernement fédéral, dans un vaste mouvement de conservation des Everglades. Quelques petites entreprises subsistent dans la localité ainsi que le siège de la réserve. Celle-ci occupe les bâtiments d'un ancien motel des années 1970, le Golden Lion Motor Inn. Jeff Whichello, un natif de la région, a écrit un livre sur son enfance intitulé What Happened to Ochopee ?.